# Batalla de Franklin
La batalla de Franklin fue un enfrentamiento bélico  de la guerra de Secesión o guerra civil estadounidense. Tuvo lugar el 30 de noviembre de 1864 al sur de Franklin (Tennessee), 30 km al sur de Nashville, la capital del estado. Terminó con victoria de la Unión y desastre total para el ejército confederado. Se encuadra dentro de la campaña Franklin-Nashville que consistió en una serie de combates en el frente occidental, llevados a cabo entre el 18 de septiembre y el 27 de diciembre de 1864 por el ejército de Tennessee (confederado), dirigido por el general John Bell Hood, en Alabama, Tennessee y el noroeste de Georgia. 

## Desarrollo
El ejército de Tennessee fue el principal ejército confederado que operó entre los Montes Apalaches y el río Misisipi durante la guerra civil estadounidense, se formó en 1862 y permaneció activo hasta 1865. Las fuerzas confederadas llegaron a las proximidades de  Franklin desde el sur, enfrente se encontraban las tropas de la Unión bien atrincheradas, protegidas por tres hileras de parapetos y terraplenes que alcanzaban los dos metros de altura. El general Hood ordenó un asalto frontal a las posiciones enemigas, idea que desagradó a muchos de sus oficiales que no lograron convencerlo de utilizar otra estrategia. Finalmente alrededor de 20 000 confederados, con un apoyo artillero muy escaso, únicamente una batería, se lanzaron hacia las posiciones de la Unión distantes tres kilómetros en terreno abierto, sin arbolado. Lograron alcanzar el centro de la línea y mantenerse en ella durante más de tres horas, a consta de numerosas bajas, pero finalmente el frente se estabilizó y el avance se detuvo sin lograr sus objetivos. Ello hizo posible que las fuerzas de la Unión se retirarán de forma ordenada hacia Nashville, para agruparse con los 25 000 soldados federales estacionados en la ciudad al mando del general George Henry Thomas.

## Consecuencias
Tras la batalla de Franklin el general Schofield pudo retirarse hacia Nashville donde se reagruparon las tropas de la Unión. Hood con su ejército mermado lo persiguió y entre el 15 y el 16 de diciembre de 1864 fue derrotado definitivamente en la batalla de Nashville, quedando el ejército de Tennessee totalmente desorganizado y sin capacidad operativa para el resto de la guerra.